# 14. pařížský obvod
14. pařížský obvod (francouzsky: 14e arrondissement de Paris) též nazývaný obvod Observatoř (Arrondissement de l'Observatoire) je městský obvod v Paříži. Jeho název je odvozen od Pařížské observatoře, která byla založena roku 1667.

## Poloha
14. obvod leží na levém břehu řeky Seiny. Na jihu hraničí s městy Gentilly, Montrouge a Malakoff (touto hranicí je Boulevard périphérique), na západě jej oddělují od 15. obvodu ulice Rue Vercingétorix a Rue du Départ, na severu tvoří hranici s 5. obvodem Boulevard de Port-Royal a se 6. obvodem Boulevard du Montparnasse a na východě sousedí s 13. obvodem (ulice Rue de l'Amiral Mouchez a Rue de la Santé).

## Demografie
V roce 2006 měl obvod 134 370 obyvatel a hustota zalidnění činila 23 824 obyvatel na km2. Zdejší obyvatelé tvoří 6,2% pařížské populace.

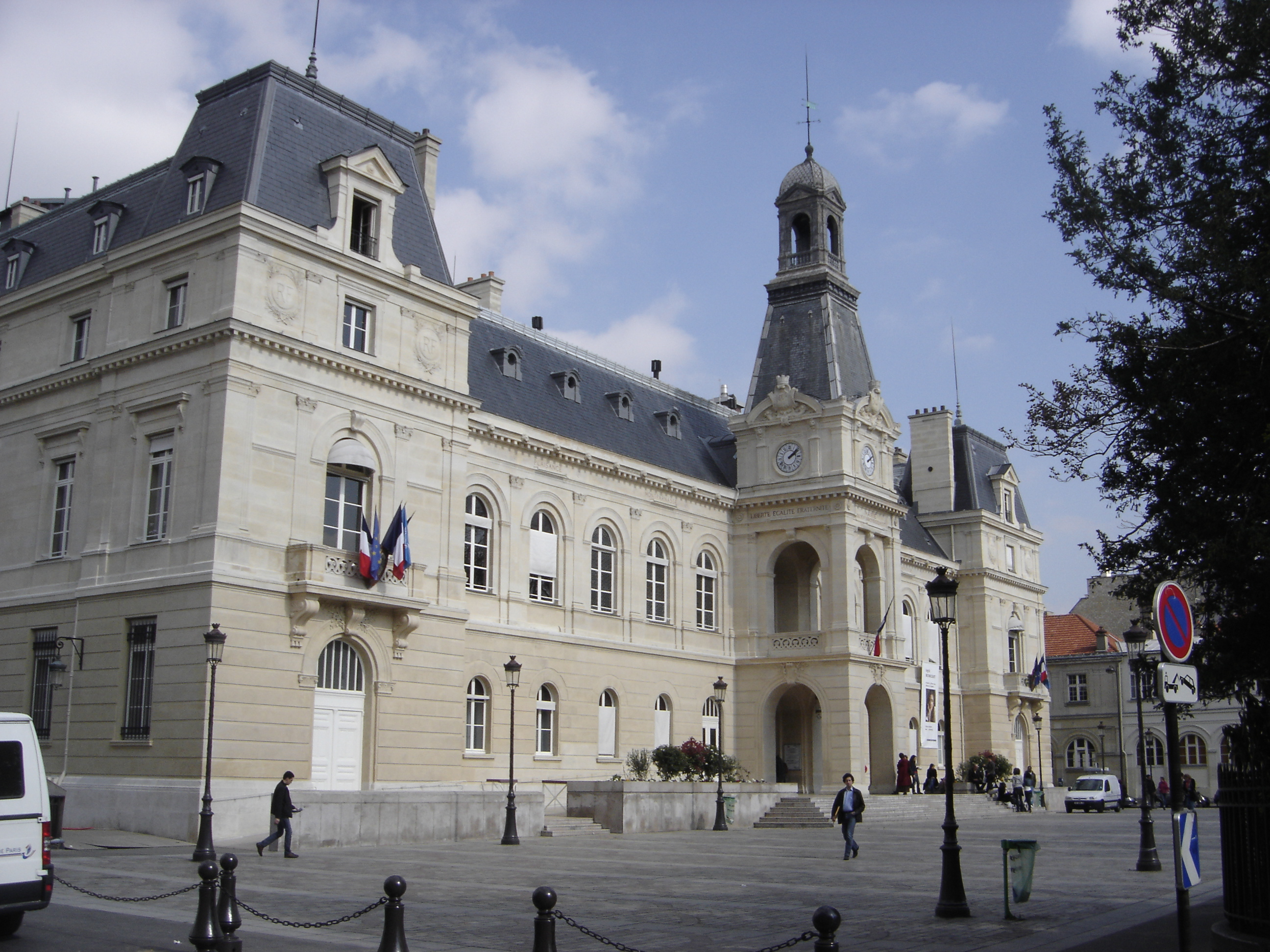
Radnice 14. obvodu

## Politika a správa
Radnice 14. obvodu se nachází na náměstí Place Ferdinand Brunot č. 2. Současným starostou je od roku 2009 Pascal Cherki za Socialistickou stranu, který nastoupil na místo zemřelého starosty Pierra Castagnou.

## Městské čtvrti
Tento obvod se dělí na následující administrativní celky:
- Quartier du Montparnasse
- Quartier du Parc-de-Montsouris
- Quartier du Petit-Montrouge
- Quartier de Plaisance

Podle oficiálního číslování pařížských městských čtvrtí mají tyto čtvrtě čísla 53–56.

## Pamětihodnosti
Církevní stavby
- Kaple sv. Anny

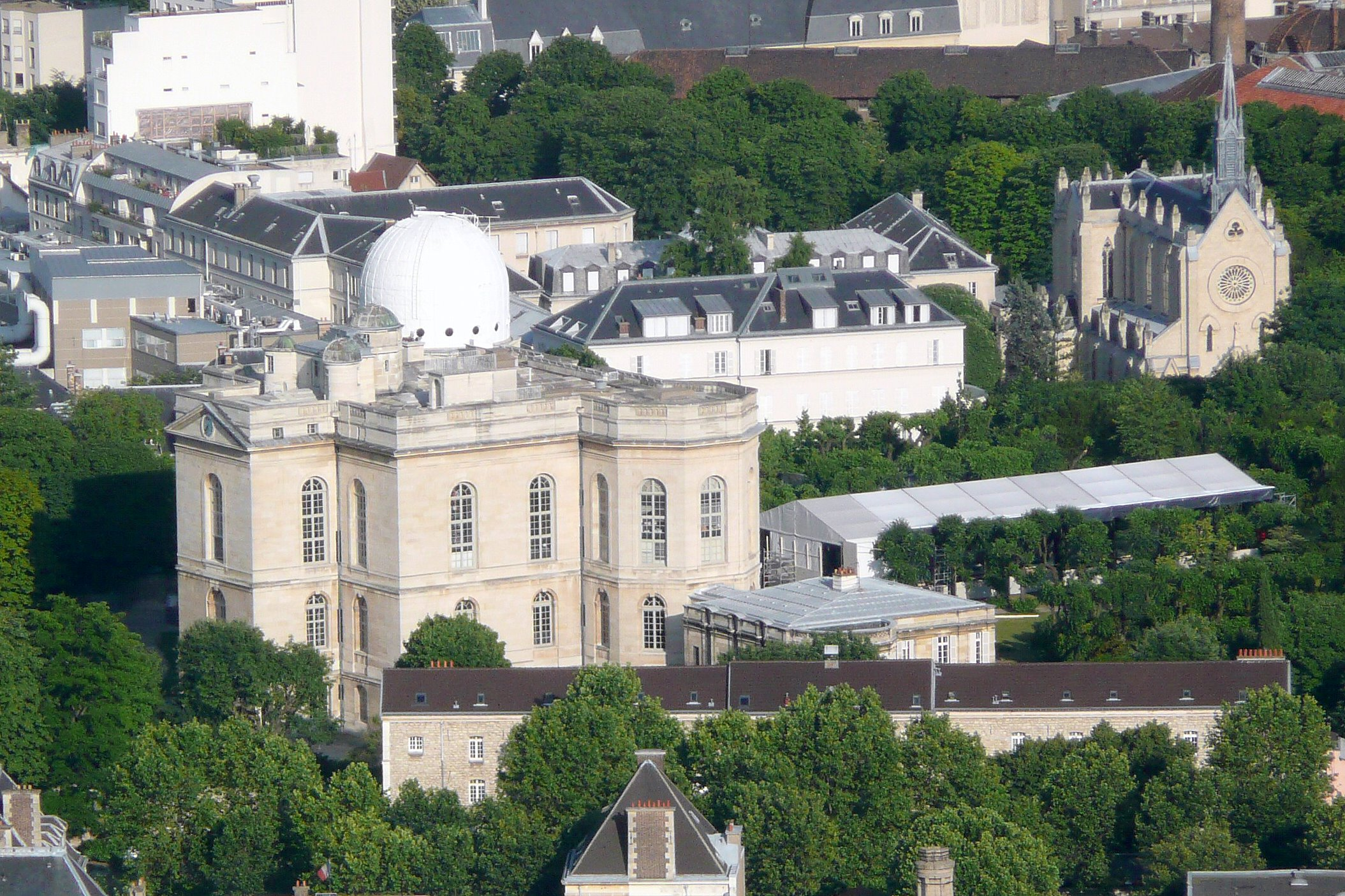
Budova observatoře

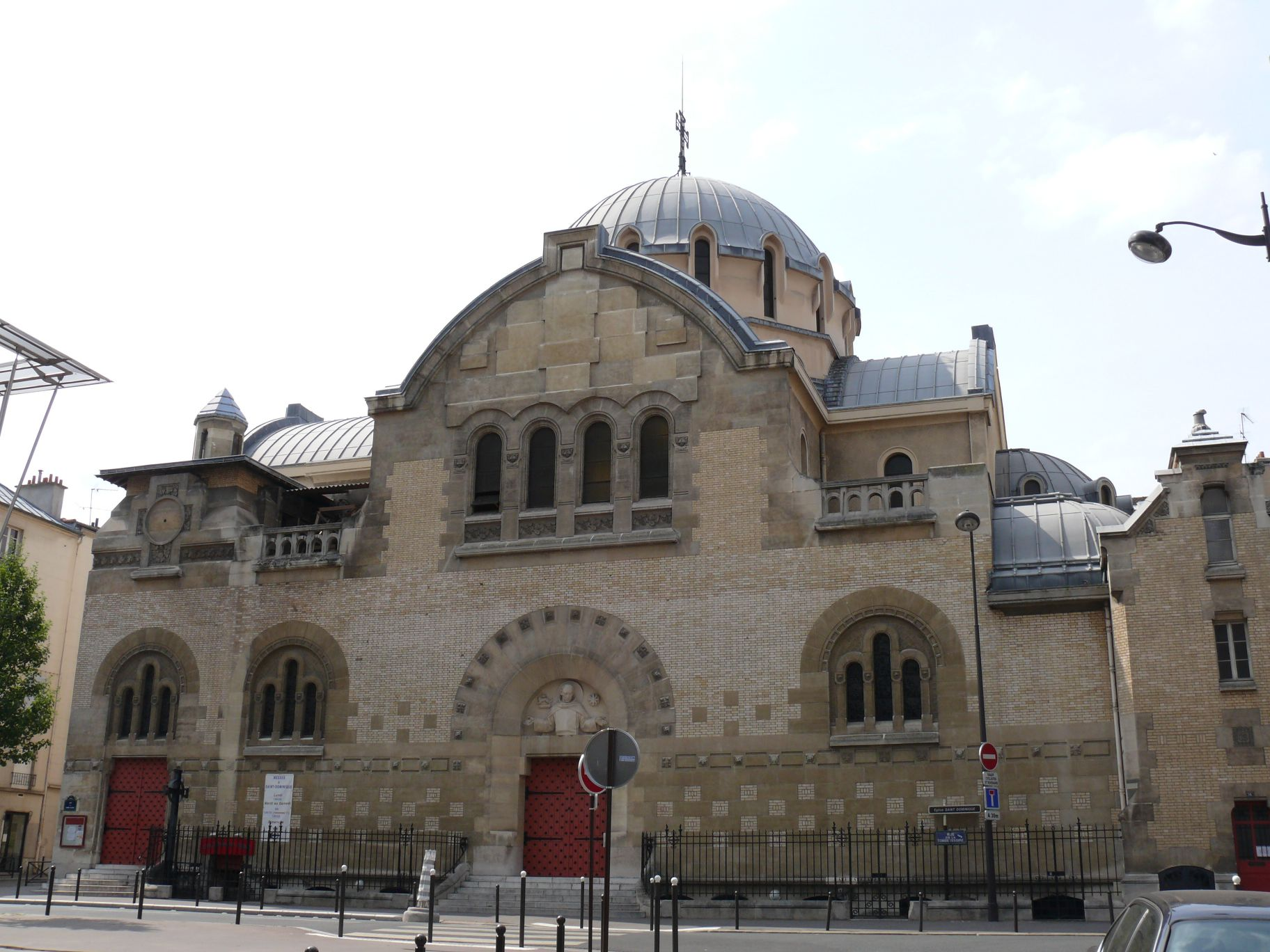
Kostel Saint-Dominique

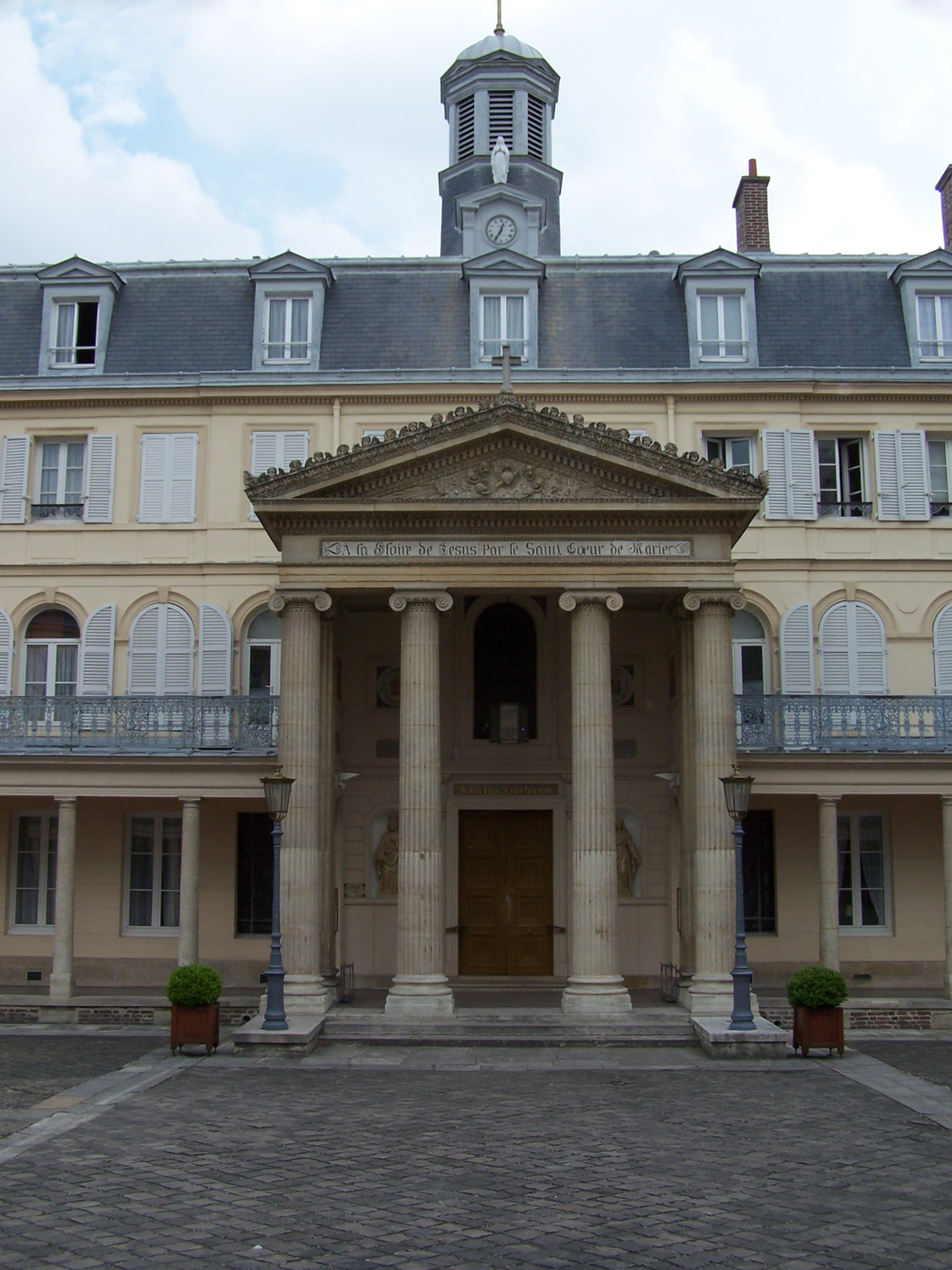
Řeholní dům augustiniánek od Srdce Mariina v ulici Rue de la Santé

- kostel Notre-Dame-du-Rosaire – kostel postavený roku 1911
- kostel Notre-Dame-du-Travail – kostel postavený v letech 1899–1901 pozoruhodný použitím železného skeletu při výstavbě
- kostel Saint-Dominique – kostel z vystavěný z betonu v letech 1913–1921 v novobyzantském slohu
- kostel Saint-Pierre-de-Montrouge – kostel z let 1863–1872 je od roku 1982 historickou památkou

Ostatní památky
- Pařížské katakomby
- Věznice La Santé
- Pařížská observatoř

Zajímavá prostranství
- Parc Montsouris
- Jardin Atlantique
- Cité internationale universitaire de Paris
- Hřbitov Montparnasse
- Place Denfert-Rochereau – náměstí vzniklo v roce 1760 při stavbě městských hradeb. Pierre Philippe Denfert-Rochereau (1823–1878), po kterém je náměstí pojmenováno, byl francouzský plukovník, který úspěšně obhájil město Belfort proti Prusům během Prusko-francouzské války. Na náměstí se nachází vstup do katakomb.

## 14. obvod v kultuře
- Ve filmu Paris je t'aime je 14. obvodu věnována osmnáctá povídka 14e arrondissement, kterou režíroval Alexander Payne.
- Jeden z románů o soukromém detektivovi Nestoru Burmovi spisovatele Léo Maleta Les rats de Montsouris (Krysy na Montsouris) se odehrává ve 14. obvodu.